# Adrian Niță
Adrian Niță (n. 29 iulie 1964 în Comuna Cernătești, Dolj) este un filosof român, eseist, traducător, analist politic, conferențiar universitar la Departamentul de filosofie al Universității din Craiova (2007-2016), cercetător științific la Institutul de Filosofie, al Academiei Române (din anul 1995). Arhivat în 4 octombrie 2023, la Wayback Machine.
Este membru fondator și președinte al Consiliului Director al Asociației Societatea Leibniz din România. Editează și coordonează seria Opere, Leibniz în limba română. A primit Premiul „Mircea Florian”, acordat de Academia Română, în anul 2020, pentru lucrarea Teoria substanței la Leibniz, București, Editura Academiei, 2018.

## Studii
-  2013 Abilitare în domeniul Filosofie (conducere de doctorat la CSUD al Universității din Suceava)
-  2004 Doctor în filosofie al Universitatea Poitiers, specialitatea metafizică, cu teza Métaphysique du temps chez Leibniz et Kant
-  2003 Doctor în filosofie al Universității București, specialitatea logică, cu teza Existență și predicație
-  1997-1998  Universitatea Poitiers, Franța, studii aprofundate (DEA)
-  1995-1996 Universitatea București, Facultatea de Filosofie: studii aprofundate, specializarea filosofie teoretică
-  1990-1995  Universitatea București, Facultatea de Filosofie.
-  1982-1985  Școala Militară de Transmisiuni, Sibiu, Ministerul Apărării Naționale
-  1978-1982  Liceul Tudor Vladimirescu, Craiova.
-  1970-1978  Școala Generală din comuna Cernătești, județul Dolj.

## Lucrări

### Cărți
- Leibniz, Editura Paideia, București, 1998.
- Metodologie, Ars Docendi, București, 2005.
- Timp și idealism, Paideia, București, 2005.

- Deșertul interogațiilor , Editura Casa Cărții de Știință, Cluj Napoca, 2007 .
- La métaphysique du temps chez Leibniz et Kant , L'Harmattan, Paris, 2008 .
- Noica: o filosofie a individualității , Paideia, București, 2009 .
- Polemice, Grinta, Cluj-Napoca, 2011
- Existență și predicație, Presa Universitară Clujeană, Cluj-Napoca, 2012.
- Filosofie și literatură. Eseuri și cronici de tranziție, Tracus Arte, București, 2014.
- Leibniz`s Metaphysics and Adoption of Substantial Forms, Adrian Nita (ed.), Springer-Verlag, Dordrecht, 2015.
- Teoria substanței la Leibniz, București, Editura Academiei, 2018.
- Epoca spiritului, Iași, Institutul European, 2020.

### Traduceri
- G.W. Leibniz, Scrieri filosofice (traducere, studiu introductiv, notițe introductive și note), All, București, 2001.
- E. Gilson, Tomismul, Humanitas, București, 2002.
- Voltaire, Elementele filosofiei lui Newton, Herald, București, 2017.

### Studii în volume colective (selecție)
- Ion Ianoși (coord.), Dicționarul operelor filosofice românești, Humanitas, București, 1997, pp. 78–80, 139-140, 231-233, 237-239.
- Compunere și continuitate, în M. Flonta (coord.), Descartes-Leibniz. Ascensiunea și posteritatea raționalismului clasic, Universal Dalsi, București, 1998, pp. 148–155.
- Timp sacru și eternitate, în C. Mircea, R. Lazu (coord.), Orizontul sacru, Polirom, Iași, 1998, pp. 159–165.
- Persoana și identitatea personală, în Al. Baumgarten (coord.), Îngerul și persoana, Charmides, Bistrița, 2000, pp. 82–86.
- Trigemenea lui Brâncuși, în I. Pogorilovscki (coord.), Brâncuși, artist-filosof, Editura Fundației „Constantin Brâncuși”, Târgu-Jiu, 2001, pp. 111–115.
- Posibilitate și existență. Argumentul ontologic la Leibniz și Kant, în Ion Tănăsescu (ed.), Argumentul ontologic, Pelican, Giurgiu, 2004, pp. 102–113.
- Existență și realitate la Kant, in Al Boboc, NI Mariș (coord.), Studii de istorie a filosofiei universale, vol. XII, Editura Academiei, București, 2004, pp. 483–503.
- Intenționalitate și obiecte nonexistente, in Cristian Ciocan, Dan Lazea (coord.), Intenționalitatea de la Plotin la Levinas, Editura Universității București, București, 2005, pp. 63–70.
- Despre predicație, in Al. Boboc, NI Mariș (coord.), Studii de istorie a filosofiei universale, vol XIII, Editura Academiei, București, 2005, pp. 120–140.
- Despre posibilitatea călătoriei în timp, in Adrian Niță (coord.), Natura timpului, Pelican, Giurgiu, 2006, pp. 187–196..
- Despre natura timpului, in Adrian Niță (coord.), Natura timpului, Pelican, Giurgiu, 2006, pp. 5–18.
- Preface, in Désiré Nolen, La critique de Kant et la métaphysique de Leibniz, Paris, L²Harmattan, 2006, pp. I-XXV.
- Existență și conștiință în filosofia americană, in A. Botez et alii (coord.), Construcție și deconstrucție în filosofia americană contemporană, București, Editura Academiei Române, 2006, pp. 355–374.
- Despre individuație la Lucian Blaga, in Angela Botez et alii, Lucian Blaga – confluențe filosofice în perspectivă culturală, București, Editura Academiei, 2007, pp. 335–346.

### Studii și articole în reviste de specialitate (selecție)
- Unele semnificații filosofice ale utopiilor sociale, Revista de filosofie, XXXIX, 5, 1992, pp. 503–505.
- Sensurile termenului Logos în dialogul Parmenide, Revista de filosofie, XLI, 3, 1994, pp. 309–315.
- Teoria leibniziană a spațiului și timpului, Saeculum, I (III), 3-4 (12), 1995, pp. 16–21.
- Posibilitate și identitate la Aristotel și Leibniz, Revista de filosofie, XLIII, 1-2, 1996, pp. 5–8.
- Filosofia minții, Saeculum, II (IV), 1-4 (16), 1996, pp. 167–169.
- Reabilitarea individualului, Revista de filosofie, XLIV, 4, 1997, pp. 401–407.
- Zur Lage der Philosophie in Rumanien, Zeitschrift für Philosophie, 3/1999, pp. 82–83.
- Symposium „Mind and Consciousness”, Zeitschrift für Philosophie, 4/1999.
- Tematica modernității și tematica națională la C. Noica, Revista de filosofie, 5-6/2000, pp. 487–493.
- On mental causation, Revue roumaine, anul LV (CL), nr. 375-376, 2000, pp. 159–166.
- Le paradigme antique du temps, Revue roumaine de philosophie, vol. 44/2000, pp. 395–400.
- Abordarea naturalist-biologică a conștiinței, Academica, anul XIII, nr. 16-17, iulie-august 2003, pp. 60–64.
- Teoria naturalistă a conștiinței, Revista de filosofie, nr. 3-4, 2003, pp. 345–355.
- Leibniz. Argumentele existenței lui Dumnezeu, Saeculum, serie nouă, anul III (V), nr.1 (17), 2004, pp. 25–35.
- Timp și continuitate, Academica, serie nouă, nr. 26, mai 2004, anul XIV, nr. 163, pp. 37–39.
- Liberté et causalité chez Kant et Leibniz, Revue roumaine de philosophie, tome 48, nr. 1-2, 2004, pp. 29–43.
- Argumentele existenței lui Dumnezeu în filosofia lui Leibniz, Saeculum, serie nouă, anul III (V), nr. 2 (18), 2004, pp. 5–12.
- Despre existența obiectelor nonexistente, Noema, vol. III, nr. 1, 2004.
- Ontologia structurală și ontologia analitică, Revista de filosofie, anul LI, nr. 3-4, 2004, pp. 515–520.
- Libertate și intenționalitate la Merleau-Ponty, Revista de filosofie, anul LII, nr. 1-2, 2005, pp. 79–86.
- Modelul funcțional al imaginației, Academica, serie nouă, nr. 35, anul XL, pp. 45–48, februarie 2005.
- Russell and Merleau-Ponty on Freedom, Revue roumaine de philosophie, tome 49, nr. 1- 2, 2005, pp. 207–211.
- Individuația la Blaga, Revista de filosofie, anul LIII, nr. 1-2, 2006, pp. 173–186.
- Individuation chez Blaga, Revue roumaine de philosophie, tome 50, nr. 1-2, 2006, pp. 33–46.

##### Articole în reviste de cultură în
Contemporanul, Observator cultural, Timpul, Cultura, Cuvântul, Altitudini, Academica, 22, Adevărul, Euphorion[nefuncțională – arhivă]
, Saeculum, Ramuri, Zona literară, Vatra, Luceafărul de dimineață ș.a.